# Yutosil Tres
Yutosil Tres är en ort i Mexiko.   Den ligger i kommunen Chamula och delstaten Chiapas, i den sydöstra delen av landet, 700 km öster om huvudstaden Mexico City. Yutosil Tres ligger 2 091 meter över havet och antalet invånare är 343.
Terrängen runt Yutosil Tres är kuperad åt nordost, men åt sydväst är den bergig. Terrängen runt Yutosil Tres sluttar västerut. Runt Yutosil Tres är det ganska tätbefolkat, med 139 invånare per kvadratkilometer. Närmaste större samhälle är San Cristóbal de las Casas, 18,2 km sydost om Yutosil Tres. I omgivningarna runt Yutosil Tres växer huvudsakligen savannskog.